# Las Bistecs
Las Bistecs foi uma dupla de música eletrónica formada em Barcelona em 2013 por Alba Rihe e Carla Moreno Parmenter. As próprias integrantes denominavam o estilo da sua música como electro-disgusting, uma "corrente artística performática-musical cujo objetivo era incomodar e não deixar indiferente esta sociedade saturada de informação". Seu álbum de estreia, Oferta, foi publicado em 1º de setembro de 2016 depois de vários meses de gravação e um processo de crowdfunding realizado no verão europeu desse mesmo ano através da plataforma Ulule. Quatro singles do disco foram lançados previamente à sua publicação: "Historia del Arte (HDA)", "Universio", "Caminante" e "Señoras bien".
Em 2017 receberam o Prêmio Sol Música de Melhor videoclip pela música "Señoras bien", entregue durante os Premios MIN 2017 de la Musica Independiente celebrado no Teatro Nuevo Apolo de Madri. Após o término da Malgusto Tour, turnê de promoção do seu primeiro disco, anunciaram a dissolução do projeto musical em 5 de outubro de 2018 através de um comunicado no Facebook.

## Discografia
| Ano  | Detalhes do disco                                                            |
| ---- | ---------------------------------------------------------------------------- |
| 2016 | Oferta - Lançamento: 1 de setembro de 2016 - Gravadora: Miseria Producciones |